# مانوئل بنتو
مانوئل بنتو (پرتغالی: Manuel Bento; ۲۵ ژوئن ۱۹۴۸ – ۱ مارس ۲۰۰۷) بازیکن فوتبال اهل پرتغال بود.
از باشگاه‌هایی که در آن بازی کرده‌است می‌توان به باشگاه ورزشی بنفیکا و باشگاه فوتبال باریرنسه اشاره کرد.
وی همچنین در تیم ملی فوتبال پرتغال بازی کرده‌است.